# 둠피스트
아칸데 오군디무(영어: Akande Ogundimu), 통칭 둠피스트(영어: Doomfist)는 2016년 블리자드 엔터테인먼트의 1인칭 슈팅 게임 오버워치에 등장하는 가공의 플레이어 캐릭터다. 둠피스트는 강력한 사이버네틱스 건틀렛에서 모티브를 얻어 제작되었다. 그는 로켓 펀치, 라이징 어퍼컷, 지진 강타와 같은 근접 공격을 사용하는 격투 게임 스타일의 공격군 캐릭터이다. 둠피스트는 2017년 7월에 출시된 25번째 영웅이자 게임 개발 이후 4번째로 소개된 영웅이다.
2014년 오버워치 발매 시네마틱 영상에서 잠깐 공개된 '둠피스트'라는 건틀렛은, 이후 팬들의 열렬한 인기에 힘입어 완성된 플레이어 캐릭터로 만들어졌다. 이 기간 동안 개발자의 시리즈 티저 영상과 배우 테리 크루스의 성우 발탁 캠페인 등 여러 이벤트가 있었다. 결국 둠피스트의 목소리는 사르 은가우자가 맡았다. 둠피스트의 배경 이야기에서, 그는 건틀렛의 소유권을 계승한 3대 둠피스트로서, 그의 스승을 살해한, 오버워치의 숙적인 탈론의 지도자로 묘사된다. 둠피스트의 출시와 함께 관련 디지털 코믹도 발매되었다.

## 게임 플레이
둠피스트는 사이버네틱 건틀렛을 착용한 근접전 중심의 공격군 캐릭터이다. 로켓 펀치는 주먹을 날리는 공격 스킬이다. 해당 스킬에 맞은 적이 벽에 충돌할 경우 추가 대미지를 받는다. 쿨타임은 4초이다. '라이징 어퍼컷'으로 적을 공중으로 띄우고, '지진 강타'는 도약한 뒤 지면을 강타하며 땅에 착지하는 기술이다. 유일한 원거리 공격인 '철권포'는 보철을 삽입한 왼손으로 산탄을 발사하는 스킬이다. 산탄이라서 리퍼의 총기와 유사하고, 멀어질수록 탄 퍼짐이 심해진다. 탄창은 4발이며, 시간에 따라 자동 장전된다. 둠피스트는 패시브 스킬 '최선의 방어는...'로 스킬을 적에게 적중시킬 때마다 보호막이 생성되며, 보호막 최대치는 150이다.또한,상대에게 피해를 받아도 보호막부터 피해를 받는다. 초마다 보호막이 사라진다. 궁극기 '파멸의 일격'은 공중으로 높이 솟아올랐다가 지정된 지점에 내려찍는 기술이다. '파멸의 일격'은 적 캐릭터를 한 곳에 끌어당기는 아군의 기술 (자리야, 오리사 등) 또는 군중 제어기 (통칭 CC기, 라인하르트 또는 메이 등)와도 연계된다.
둠피스트의 스킬은 기동성에 중점이 있다. 3개의 스킬은 모두 4초, 6초, 6초라는 짧은 재사용 대기시간을 가지고 있으며 3개의 스킬 및 궁극기 모두 이동 및 회피기로 사용할 수 있다. 특정 지형지물을 이용해 지붕에 올라가고 지붕에 걸치는 등 다양한 이동법이 존재한다.
이를 통해 암살에 최적화되었다는 평가를 받으며 주로 힐러나 딜러등 체력이 상대적으로 적은 적을 쉽게 암살하고 빠져나온다.

## 같이 보기
- 오버워치의 등장인물